# Ngô Lợi

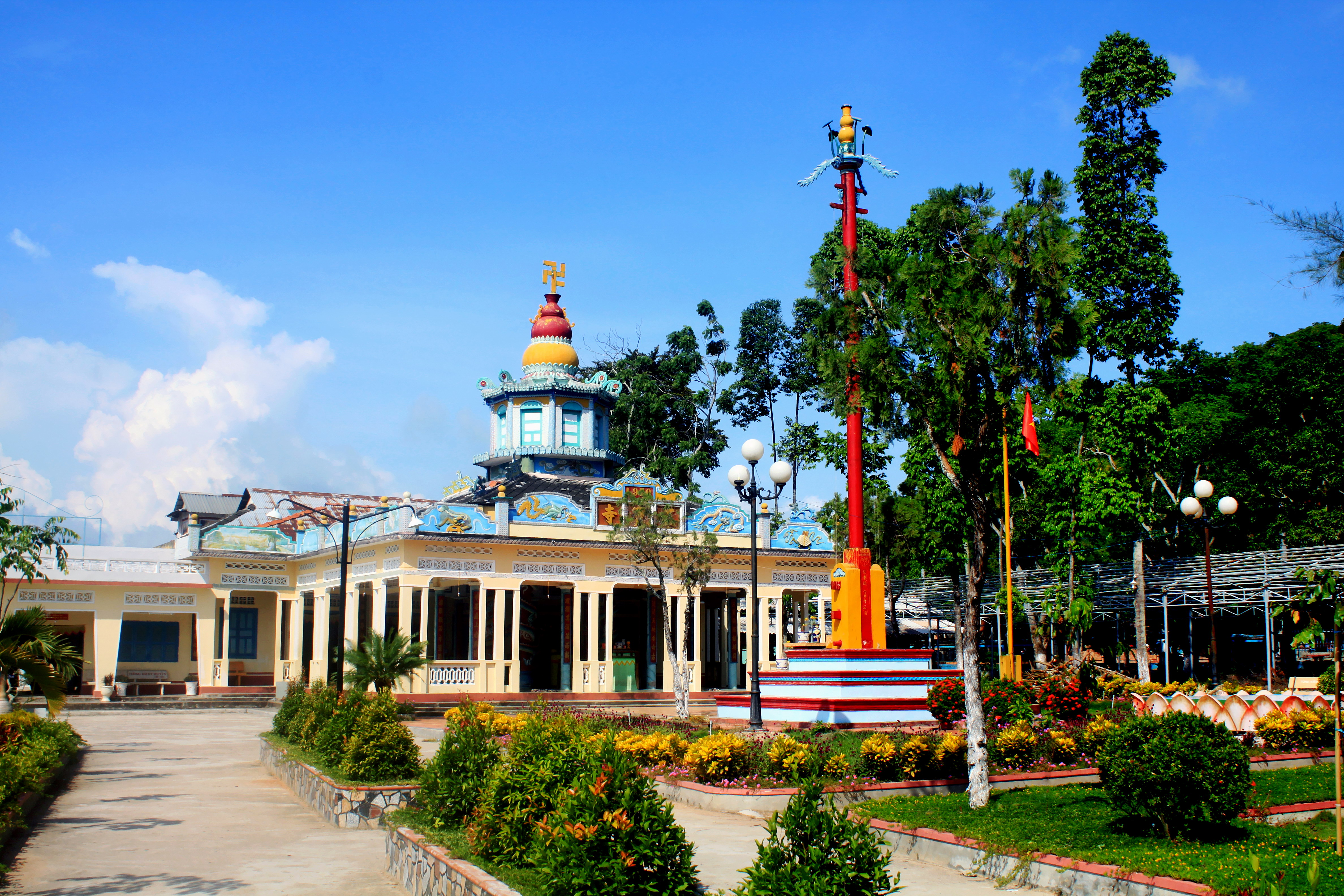
Chùa Tam Bửu (chùa chính của đạo Hiếu Nghĩa)

Ngô Lợi (1831 -1890, tên thật là Ngô Viện, tên khác Ngô Tự Lợi, được người trong đạo gọi tôn là Đức Bản Sư hay Ông Năm Thiếp) là Giáo chủ đạo Tứ Ân Hiếu Nghĩa (gọi tắt là đạo Hiếu Nghĩa), ông cũng được xem là lần chuyển kiếp thứ 3 của Phật Thầy Tây An và là lãnh tụ phong trào kháng Pháp tại Nam Kỳ vào cuối thế kỷ 19.

## Thân thế

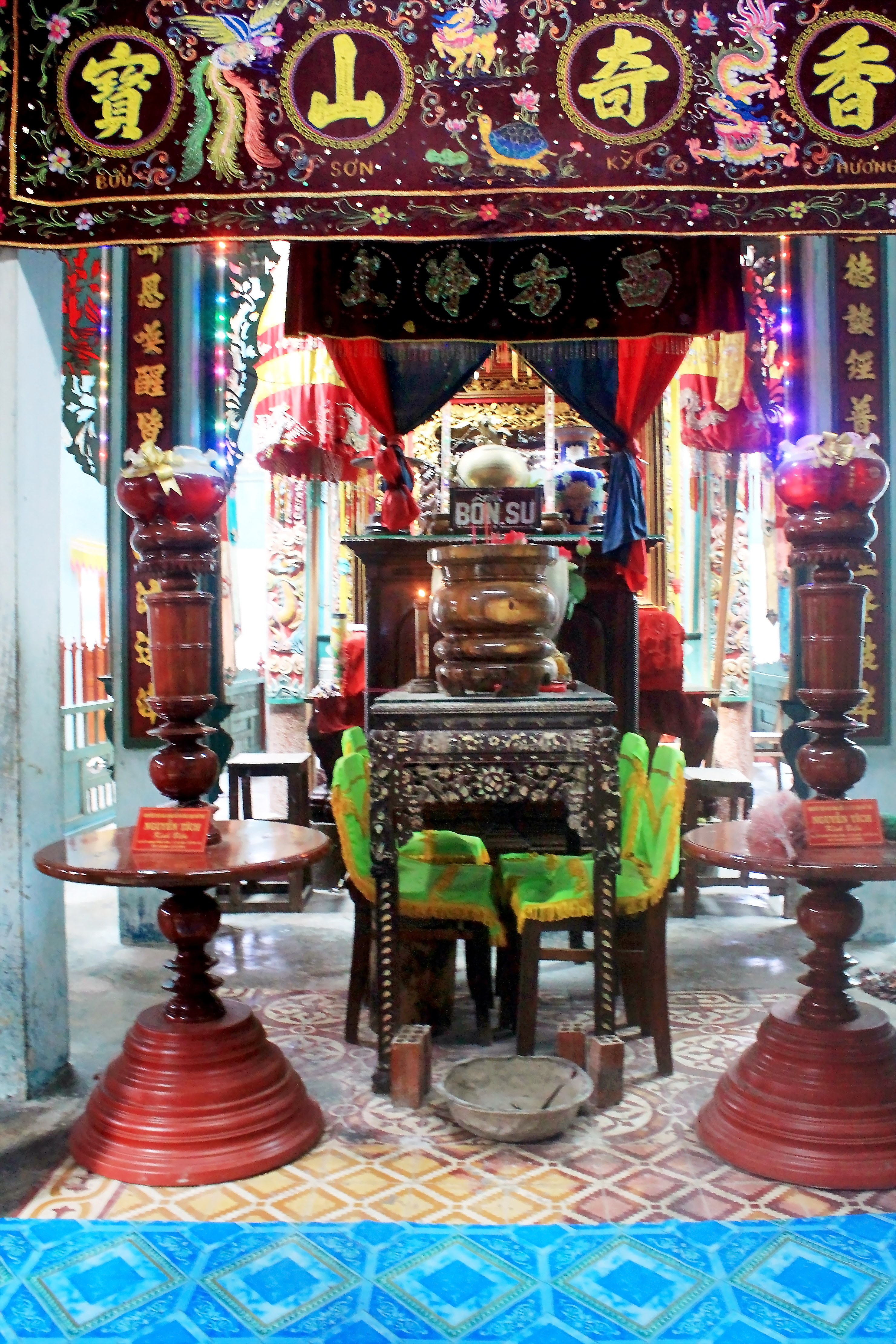
Nơi thờ Ngô Lợi trong chùa Tam Bửu

Ngô Lợi là người ở huyện Mỏ Cày, tỉnh Bến Tre. Cha tên là Ngô Nhàn (? - 1837), làm nghề thợ mộc; mẹ tên Phạm Thị Xuyến, là người Bình An, tỉnh Định Tường (nay là tỉnh Tiền Giang).
Tương truyền từ nhỏ cho đến lúc trưởng thành, Ngô Lợi cũng không có biểu hiện gì khác lạ. Cho đến năm 1851, lúc 20 tuổi, ông viết Bà La Ni Kinh dài 223 chữ Hán, mang nội dung xưng tán Quán Thế Âm Bồ tát để khuyên người đời tu niệm, mà sau này trở thành quyển kinh quan trọng của đạo Hiếu Nghĩa.
Năm 37 tuổi, vào ngày mùng 5 tháng 5 năm Đinh Mão (1867), bỗng nhiên ông bất tỉnh. Sau 7 ngày 7 đêm, ông hồi tỉnh lại, trở thành người "giải thoát tẩy trần tâm, giáo nhơn tùng thiện đạo" (rũ sạch lòng trần, dạy người theo đạo lành). Bởi đi "thiếp" vào ngày trên và thỉnh thoảng ông lại có những cuộc đi thiếp như thế, nên người đời còn gọi ông là Năm Thiếp. Mỗi lần đi thiếp xong, ông thường nói những việc quá khứ và đoán định việc tương lai, nên được nhiều người tin theo. Vì vậy, về sau người trong đạo Hiếu Nghĩa cho rằng ngày 5 tháng 5 năm Đinh Mão (1867) chính là năm khai sáng đạo Tứ Ân Hiếu Nghĩa. Tuy nhiên, theo sách Địa chí An Giang (tập 2) thì đạo Hiếu Nghĩa ra đời tại núi Tượng (Ba Chúc, Tri Tôn, An Giang) vào năm 1876, tức là năm Ngô Lợi đưa một số đệ tử vào nơi đấy để khai hoang, lập chùa miếu và mở thôn ấp mới.

## Sự nghiệp
Sau khi chứng đắc đạo quả (theo cách nói của trong đạo Hiếu Nghĩa), ngày rằm tháng Giêng năm Nhâm Thân (1872), Ngô Lợi cho hợp ghe thuyền của tín đồ đi đến cất chùa ở cù lao Ba (nay là xã Vĩnh Trường, huyện An Phú), rồi lấy đó làm cơ sở truyền đạo.
Ông đã đi nhiều nơi vừa trị bệnh (nhất là trận dịch hoành hành dữ dội vào năm 1876), vừa thu nhận và dạy tín đồ thuyết "học Phật tu nhân, báo đáp tứ ân, hành xử theo thập nhị giáo điều". Tháng Giêng năm Bính Tý (1876), ông cho một tín đồ tên Trần Tịnh đi khảo sát vùng núi Tượng (nay thuộc thị trấn Ba Chúc, huyện Tri Tôn, tỉnh An Giang), rồi đưa một số đệ tử vào theo để khai hoang, lập chùa miếu và mở thôn ấp mới.

### Khởi nghĩa ở Mỹ Tho
Năm 1878, Ngô Lợi tổ chức hai cuộc lễ đại trai đàn, kéo dài ba đêm liền, vừa để cầu siêu cho những vong linh "vị quốc vong thân", vừa để khơi dậy ngọn lửa yêu nước trong lòng của hàng ngàn người đến dự.
Lần đầu diễn ra vào ngày 16 tháng 2 năm 1878 qui tựu hơn 200 người, rao giảng thuyết "Hội Long Hoa" và tuyên bố "đời Minh Hoàng được thành lập, ai không theo thì bị thú dữ, cọp beo trong rừng ăn thịt".
Lần thứ nhì diễn ra vào ngày 30 tháng 4 năm 1878. Trong lần này, ông phong Võ Văn Khả làm chánh tướng, Lê Văn Ong làm phó tướng để cùng lãnh đạo công cuộc kháng Pháp.
Ngày 2 tháng 5 năm 1878, cuộc nổi dậy đã nổ ra ở Cai Lậy (Mỹ Tho) nhưng nhanh chóng bị dẹp tan. Hai ông Ong và Khả bị xử chém tại Thuộc Nhiêu năm 1879, còn Ngô Lợi cùng nhiều nghĩa quân trốn thoát về làng An Định, căn cứ của đạo Hiếu Nghĩa, do ông cùng tín đồ khai hoang, lập ấp thuở trước.

### Kháng Pháp nơi núi Tượng
Màn lưới do thám của Pháp liền được lệnh truy lùng Ngô Lợi ráo riết, nhưng rốt cuộc không thu được kết quả nào, bởi ông được tin đồ và đồng bào mến mộ che giấu. Ngay cả thuộc hạ đắc lực của Đốc phủ Trần Bá Lộc là Hai Phép lãnh trách nhiệm theo dõi ông, cũng bị ông cảm hóa rồi theo phe kháng Pháp luôn. Đốc phủ Đỗ Hữu Phương cho tên Bửu, người Minh Hương, mua ba ngàn xâu chuỗi bồ đề từ Chợ Lớn xuống núi Tượng, cúng cho bổn đạo vẫn không dò hỏi được tin tức gì. 

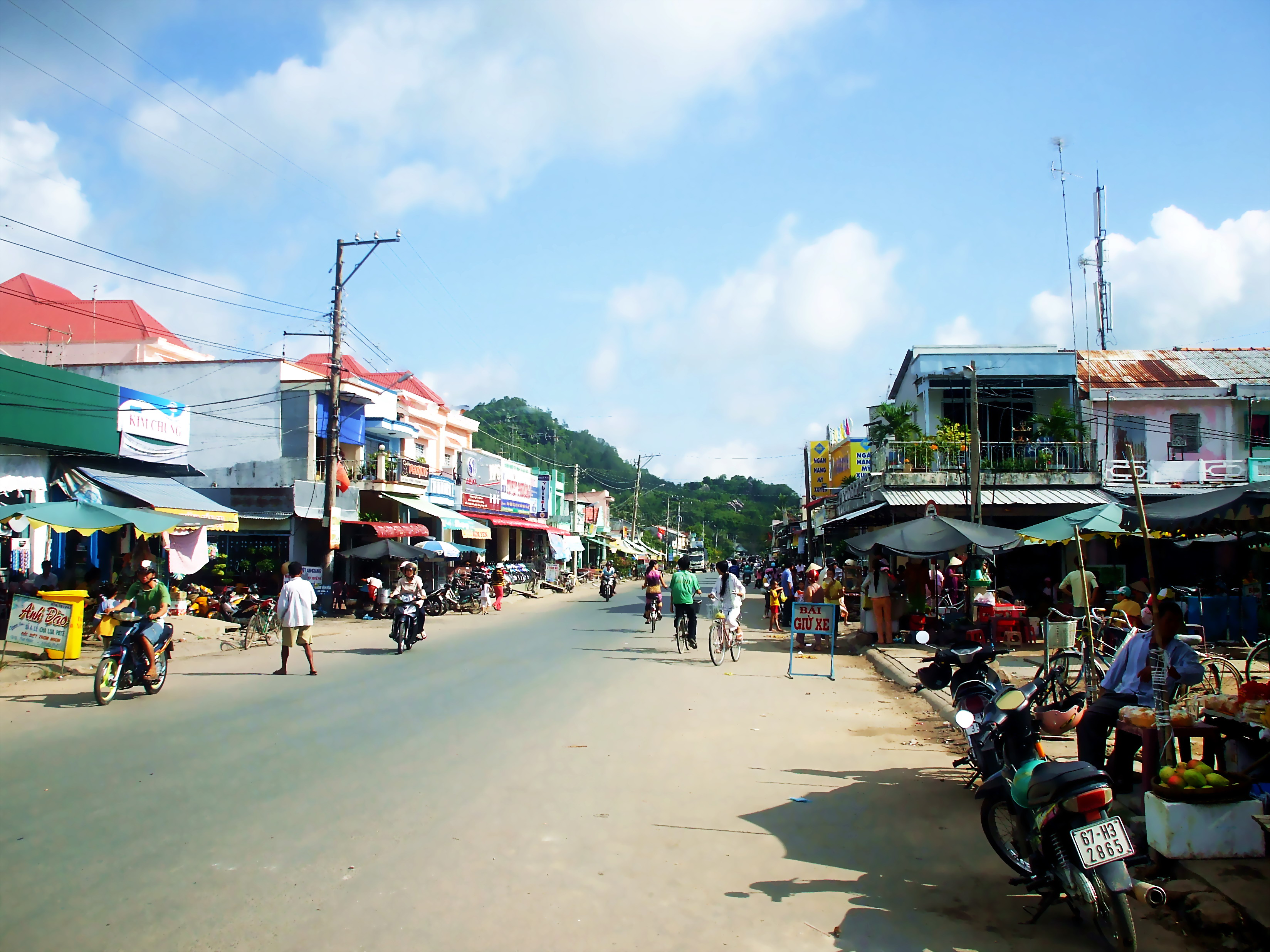
Một góc phố Ba Chúc tức thôn An Định xưa. Phía cuối đường là núi Tượng

Tức tối, thực dân Pháp nhiều lần tổ chức ruồng bố. Chỉ tính trong 12 năm (1876-1888), quân Pháp đã đến đốt phá, bắt bớ, tra tấn, tù dày những tín đồ ở làng An Định cả thảy bảy lần, tín đồ Hiếu Nghĩa gọi là "đạo nạn", đơn cử như vào năm 1885, Ngô Lợi cùng với tín đồ đạo Hiếu Nghĩa kết hợp với nghĩa quân của Hoàng Thân Si Votha (Campuchia) nổi dậy, đánh chiếm hai bờ kênh Vĩnh Tế và làm chủ Tịnh Biên. Nhưng ngay đó, quân Pháp do đại úy Ferussac đem quân chiếm lại và còn tấn công vào An Định, khiến Ngô Lợi phải cùng với nhiều tín đồ phải chạy sang Vườn Dầu, thuộc Campuchia để lánh nạn. Ngày 2 tháng 6 năm 1886, quân Pháp mở cuộc hành quân sang Campuchia, đánh vào căn cứ Vườn Dầu nhưng thất bại. Mặc dù cản ngăn được đối phương, nhưng khi Ngô Lợi trở về núi Tượng, nhà cửa, chùa chiền ở An Định chỉ còn là những đống tro tàn.
Nhưng bi thảm nhất là vào năm 1887, quân Pháp do thiếu tá Peiqnaux ở Châu Đốc chỉ huy, cùng hai cộng sự là Trần Bá Lộc và cai tổng Trương Văn Keo kéo quân vào An Định. Bị kháng cự ở núi Trà Sư, nên khi Pháp tràn được vào làng, họ đã đốt sạch nhà cửa, chùa chiền, bắt nhiều người tra tấn để tìm Ngô Lợi.
Kết cuộc, Pháp xử bắn 8 người, đày ra Côn Đảo 13 người, cưỡng bức 407 gia đình gồm gần hai ngàn người già trẻ xuống tàu về quê quán và cho sáp nhập thôn An Định vào xã Ba Chúc, sáp nhập thôn An Thành vào xã Lương Phi,...

### Qua đời
Ngày 13 tháng 10 âm lịch năm Canh Dần (1890), Ngô Lợi mất vì bệnh tại chùa Bửu Linh, thuộc thôn An Hòa (nay là khóm An Hòa B, thị trấn Ba Chúc, huyện Tri Tôn, tỉnh An Giang), gần núi Tượng, lúc 59 tuổi. Sau khi ông mất, phong trào kháng Pháp dần tan rã, chỉ còn lại đạo Tứ Ân Hiếu Nghĩa. Ngoài bản kinh Bà La Ni Kinh, từ năm 1879 đến năm 1884, Ngô Lợi còn truyền dạy cho tín đồ nhiều bài cung văn sớ điệp với nhiều nghi tiết cúng lễ. Sau, các vị đại đệ tử của ông đã ghi chép lại thành tập sách Ngọc Lịch Đồ Thơ Tập Chú.
Hàng năm, tại khu di tích chùa Tam Bửu – Phi Lai (thị trấn Ba Chúc, Tri Tôn) đều có tổ chức lễ vía Đức Bổn sư Ngô Lợi vào ngày 12 và 13 tháng 10 (âm lịch).

## Nhận xét
Tháng 10 năm 1885, chủ tỉnh Châu Đốc là Lebrun báo cáo: 
Toàn là dân bất hảo, chống đối sự khai hóa của người Pháp. Họ ở tứ xứ gom về và tất cả đều theo đạo Phật (ý nói đạo Hiếu Nghĩa), nhưng là những phật tử có nhiệt tâm đến mức cuồng tín. Họ ra vẻ chí thú làm ăn, nhưng gặp cơ hội là họ khởi loạn nữa...
Sau cuộc hành quân tìm diệt Ngô Lợi ở căn cứ Vườn Dầu vào năm 1886 nhưng thất bại, người Pháp viết:
Uy tín tinh thần của ông (Ngô Lợi) còn mạnh. Ông là giáo chủ tôn giáo mới...
Tác giả Đinh Văn Hạnh nhận xét:
Có người nhận xét làng An Định là căn cứ của đạo Tứ Ân Hiếu Nghĩa và của phong trào Cần Vương toàn cõi Nam Kỳ. Thực ra, phong trào Cần vương mãi đến tháng 7 năm 1885 mới được phát động. Còn trước đó gần 10 năm, An Định đã là nơi hội tụ của những nghĩa quân thất bại trong những cuộc khởi nghĩa lớn... Họ về đây cùng với Năm Thiếp chờ cơ hội...
Sách Địa chí An Giang đánh giá:
Ngô Lợi là một sĩ phu yêu nước của phong trào Cần Vương. Bị thực dân Pháp truy nã, ông từ Mỹ Tho về Ba Chúc dựng chùa tu hành để che mắt đối phương.
Do vậy, làng An Định cùng đạo Tứ Ân Hiếu Nghĩa là nơi hội tụ của những người nuôi chí lớn, mong có ngày giải phóng quê hương khỏi tay quân xâm lược và đã gây cho Pháp nhiều khó khăn vất vả. Trong kháng chiến chống Mỹ, đã có nhiều đồng bào theo đạo này tham gia cách mạng...